# Camilla (diptère)
Pour les articles homonymes, voir Camilla.
Genre
Camilla est un genre d'insectes diptères brachycères de la famille des Camillidae.

## Liste d'espèces
Selon ITIS (8 mars 2015) : 
- Camilla acutipennis
- Camilla africana
- Camilla armata
- Camilla arnaudi
- Camilla atrimana
- Camilla capensis
- Camilla flavicauda
- Camilla fuscipes
- Camilla glabra
- Camilla manningi
- Camilla mathisi
- Camilla mongolica
- Camilla nigrifrons
- Camilla orientalis
- Camilla pruinosa
- Camilla sabroskyi
- Camilla seticosta
- Camilla varipes